# Гаррик, Дэвид
Де́йвид Га́ррик (англ. David Garrick, 19 февраля 1717, Херефорд, Херефордшир — 20 января 1779, Лондон) — английский актёр, драматург, директор театра Друри-Лейн.

## Биография
Потомок гугенотов (его дед Давид Гарриг бежал из Франции после отмены Нантского эдикта). После рождения будущего знаменитого актёра семья переехала из Херефорда в Личфилд, где ранее жила его мать. Его отец, капитан армии,  большую часть детства юного Гаррика был вербовщиком в Гибралтаре.
Мальчик учился в Личфилдской грамматической школе у Сэмюэла Джонсона, а в 1737 году в возрасте около 20 лет переехал вместе с наставником в Лондон. Дебютировал на сцене в 1741, исполнив заглавную роль в «Ричарде III» Шекспира. Став в 1747 году директором королевского театра Друри-Лейн, занимал этот пост в течение 30 лет.
В 1750 году была представлена на сцене первая трагедия Уильяма Уайтхеда «Отец-Римлянин» («The Roman Father»), подражание корнелевскому «Горацию». Провал пьесы биограф Уайтхеда — Пасон — приписывает изменениям, введённым в неё Дэвидом Гарриком для того, чтобы придать больше блеска роли отца Горация; но, по мнению критика З. А. Венгеровой, главный недостаток пьесы кроется в роли сестры Горация, которая не умирает, как у Корнеля, от меча брата, а возвращается, раненая, на сцену и ведет бесконечные разговоры с отцом.
В 1757 году, когда умер поэт-лауреат Колли Сиббер, на его место был назначен Уильям Уайтхед, который написал в этом качестве большое количество од и элегий, из которых многие очень поэтичны. Но бездарность Сиббера сделала звание поэта-лауреата мишенью для насмешек, которых не избег и его преемник. Особенно резко нападал на него известный сатирик Чарльз Черчилль (англ. Charles Churchill; 1732—1764). Из-за того что Уайтхед считал лишним отвечать на злые и остроумные выходки своего противника, Черчилль успел настолько очернить драматурга в глазах современников, что Гаррик согласился играть в новой пьесе поэта-лауреата («Trip to Scotland») лишь с условием, чтобы имя автора осталось скрытым. Постановка имела большой успех у критиков и публики, не знавшей, что она аплодирует жертве своего любимого сатирика.
Член Общества дилетантов, созданного с целью изучения античного искусства. В дружеский круг Гаррика входили крупные интеллектуалы эпохи: Эдмунд Бёрк, Оливер Голдсмит, Сэмюэл Джонсон, Дени Дидро, Джошуа Рейнолдс, Джеймс Босуэлл, Жан-Жорж Новерр.
По словам Сэмюэла Джонсона, «профессия сделала Гаррика богатым, он сделал профессию уважаемой в обществе».
Похоронен в Вестминстерском аббатстве, в так называемом Уголке поэтов.

## Репертуар
Дэвид Гаррик дебютировал как профессиональный актер в летнем туре в Ипсвиче в 1741 году. Он выступал под сценическим псевдонимом Лиддал . Играл в «Алхимике» Бена Джонсона, пьесах собственного сочинения («Ирландская вдова», 1772, и др.), но прославился прежде всего шекспировскими ролями (Гамлет, Макбет и др.), которые исполнял в реалистической манере. Как режиссёр поставил в 1768 году пьесу Хью Келли «False Delicacy».
- Бенджамин Уилсон. Дэвид Гаррик и Джордж Энн Беллами в «Ромео и Джульетте». 1753
- Уильям Хогарт. Дэвид Гаррик в роли Ричарда III. 1745
- Иоганн Цоффани. Дэвид Гаррик и Мэри Брэдшоу в «Возвращении фермера». 1753
- Иоганн Цоффани. Дэвид Гаррик (крайний справа) в роли Авеля Дреггера в «Алхимике» Джонсона. Около 1770
- Джошуа Рейнольдс. Портрет Дэвида Гаррика в роли Кайтли в пьесе Джонсона «Всяк в своём нраве»

## Интересные факты
Гаррик буквально преклонялся перед Шекспиром и воздвиг в его честь храм в Хэмптоне (1756).
Актёр и его жена Ева были среди законодателей мод своего времени. По его имени названо зимнее мужское двубортное пальто свободного покроя с рядом нескольких воротников-пелерин, покрывавших плечи — «каррик».